# Centaurea theryi
Centaurea theryi — вид квіткових рослин родини айстрових (Asteraceae). Ендемік Марокко.

## Середовище
Населяє скелясті схили.

## Морфологічна характеристика
Це багаторічник 3–7 см заввишки, безстебловий, біло-запушений. Листки в прикореневій розетці, черешкові, перистолопатеві. Квіткова голова поодинока, сидяча в центрі розетки. Обгортка яйцеподібна, гола. Квіточки жовті. Період цвітіння: літо.